# Xian de Changxing
Le xian de Changxing (长兴县 ; pinyin : Chángxīng Xiàn) est un district administratif de la province du Zhejiang en Chine. Il est placé sous la juridiction administrative de la ville-préfecture de Huzhou.
Changxing, établi la troisième année du règne de Taikang (empereur Wu de Jin) (282 après JC) pendant la dynastie Jin, a une longue histoire de plus de 1 700 ans. Il possède de riches ressources, un long héritage culturel et chérit sa renommée comme "le royaume du poisson et du riz", "la maison de la soie", "le pays de la culture" et "le comté distingué du sud-est de la Chine".
L'âge de Changhsing de la période Permian du temps géologique porte le nom de Changxing. La scène a été nommée d'après le calcaire de Changhsing.
Depuis 2004, Changxing entretient une relation entre Twin City (Comté) avec le comté de Kalmar en Suède.

## Démographie
(octobre 2016).
La population du district était de 616 033 habitants en 1999.

## Réseau routier
La route nationale chinoise 318 (ou G318), d'une longueur de 5 476 kilomètres, qui relie Shanghai à la frontière népalaise, traverse le xian.